# Железничка станица Крњача
Железничка станица Крњача је једна од станица Београдског железничког чвора, пруге Београд центар–Вршац и стајалиште БГ ВОЗ-а (обе линије). Налази се у насељу Крњача у градској општини Палилула у Београду. Смештена је на леву обале реке Дунав. Пруга се наставља ка Овчи у једном и стајалишту Крњача мост у другом смеру. Железничка станица Крњача састоји се из 4 колосека. 